# Fantastic Four (игра, 2005)
Fantastic Four — приключенческая игра в жанре Beat ’em up, основанная на художественном фильме 2005 года от компании 20th Century Fox. Игрок управляет супергероями Marvel Comics, состоящие в команде Фантастическая четвёрка, которые полагаются на комбо и специальные атаки в противостоянии с множеством противников и боссами. Йоан Гриффитт, Джессика Альба, Крис Эванс, Майкл Чиклис и Джулиан МакМэхон, сыгравшие в одноимённом фильме, озвучили своих персонажей в игре. В 2007 году состоялся выпуск сиквела под названием Fantastic Four: Rise of the Silver Surfer, по мотивам одноимённой картины 2007 года, однако, вместо Activision, издателем выступили 2K.

## Геймплей
Каждый член Фантастической четвёрки обладает уникальной суперспособностью:
- Мистер Фантастик в состоянии управлять размерами своего тела (или его отдельных конечностей), что позволяет ему растягиваться, сжиматься, деформироваться, удлиняться, расширяться или иным образом изменять форму физической оболочки[2].
- Женщина-невидимка способна искажать свет вплоть до возможности становиться невидимой полностью или частично. Ко всему прочему владеет телекинезом и может проецировать силовые поля[3].
- Человек-факел — его сила заключается в управлении огнём. Как правило покрывает всё своё тело пламенем, благодаря чего его организм обладает устойчивостью к высоким температурам. Ещё одна способность персонажа — левитация[4].
- Существо — всё его тело покрыто сверхпрочным камнем, а сам Бен Гримм является носителем сверхчеловеческой силы[5].

Помимо финального босса игры, Доктора Дума, в игре представлены другие враги команды из классических комиксов, которые не были показаны в фильме: Банда с Янси-Стрит, Ник Фьюри, Человек-крот, Диабло, Кукловод, Человек-дракон, Бластаар и Аннигилус.

## Сюжет
В начале игры Рид, Сью и Джонни беспомощно лежат на крыше, будучи побеждёнными Доктором Думом. Сью приходит в себя первой и, обернувшись, замечает, как Дум намеревается выстрелить в команду электрическим разрядом. Сью блокирует его атаку силовым полем и зовёт на помощь Бена Гримма. В это время Бен приходит в себя в камере трансформации после завершения процедуры по избавлению от суперспособностей. Он предаётся воспоминаниям о последних событиях, которые привели к текущему положению дел.
В прошлом, Рид подписал договор с фон Думом, после чего его команда отправилась в космическую экспедицию, в ходе которой Бен собирал образцы снаружи корабля. Вскоре экипаж подвергся воздействию космического облучения, которое изменило их ДНК и наделило суперспособностями. Исследователи пережили инцидент и были помещены в медицинский комплекс Виктора. Бен, обнаружив, что он превратился в каменного монстра, сбежал.
Находясь на улицах Нью-Йорка, Бен подвергается нападению со стороны приспешников таинственной фигуры, намеревающейся взяться Гримма под контроль. Рид, Джонни и Сью отправляются за ним и, догнав Бена на Бруклинском мосту, четверо предотвращают падение пожарной машины, в результате чего, оперативники, которых, как оказалось, возглавлял Ник Фьюри, приостановливают захват Фантастической четвёрки и решают понаблюдать за командой.
Рид пытается найти другой источник энергии, однако его прерывает зов о помощи. Становится известно о прибытии на Центральный вокзал странных существ, которых правоохранительные органы остановить не в состоянии. Фантастическая четвёрка останавливает вторжение существ и сталкивается с их лидером, Человеком-кротом. В ходе противостояния с ним город погружается в хаос, в котором Виктор обвиняет Рида.
Рид продолжает изучать источник мутации своих товарищей. Заручившись поддержкой Виктора он строит машину, которая, при помощи космических лучей нейтрализует мутацию в их телах. Для запуска прибора ему необходим метеорит, упавший в джунглях на юге Мексики. Они отправляются в Тикаль за метеоритом, однако дорогу им преграждает Диабло, намеревающийся использовать силу метеорита для завоевания мира. Фантастическая четвёрка побеждает его и возвращает метеор, но его мощности оказывается недостаточно для питания машины. Позже Виктор той же ночью приглашает Сью на открытие своего египетского крыла в музее.
В это же время Алисию Мастерс похищают существа-мумии, которых оживил Кукловод, что приводит Бена в ярость. Рид решает отключить систему безопасности, чтобы освободить её, однако команде приходится столкнуться с ожившими мумиями и динозаврами. Они освобождают Алисию, но, в конечном итоге, уничтожают половину музея, что выводит Виктора из себя.
Виктор пытается смягчиться по отношению к Четвёрке и спрашивает Сью, почему та продолжает оставаться с Ридом. Когда та заявляет, что она и её друзья стали чем-о вроде семьи, Виктор натравливает на команду Думботов. Четвёрка вступает в массовую битву на Таймс-сквер, по окончании которой Фьюри помещает героев в тюрьму в целях безопасности.
Фантастическая четвёрка находится на карантине до тех пор, пока из-за заключения не вырывается Человек-дракон. Система безопасности камер Фантастической четвёрки отключается, что позволяет им остановить Человека-дракона. Фьюри соглашается освободить их при одном условии: они должны выяснить, что случилось с его лабораторией. Та оказывается захваченной мутировавшими растениями и инсектоидными существами, из-за чего герои уничтожают станцию после получения источника энергии, необходимого для завершения активации камеры преобразования Рида.
Виктор врывается в Здание Бакстера с намерением победить Фантастическую четвёрку. Он настраивает против них системы безопасности Рида и заманивает Бена в комнату трансформации, где крадёт его силу. Остальные трое вступают в сражение против усиленного Доктора Дума, но тот быстро побеждает их. Понимая, что друзья не справятся без его помощи, Бен вновь подвергает себя излучению и превращается в Существо. Он спасает товарищей по команде, которые приходят в себя. Бен и Виктор падают на улицу, а трое других членов Фантастической четвёрки присоединяются к Существу, чтобы раз и навсегда остановить Дума.

## Производство
Сценаристами игры выступили Мартин Синьор и Зак Пенн, последний из которых также являлся автором чернового варианта к картине 2005 года.

## Критика
| Сводный рейтинг    | Сводный рейтинг | Сводный рейтинг | Сводный рейтинг | Сводный рейтинг | Сводный рейтинг |
| Издание            | Оценка          | Оценка          | Оценка          | Оценка          | Оценка          |
| Издание            | GBA             | GC              | PC              | PS2             | Xbox            |
| ------------------ | --------------- | --------------- | --------------- | --------------- | --------------- |
| GameRankings       | 55,50 %         | 65,02 %         | 64,35 %         | 62,18 %         | 61,50 %         |
| Metacritic         | 57/100          | 61/100          | 63/100          | 64/100          | 62/100          |
| Иноязычные издания |                 |                 |                 |                 |                 |
| Издание            | Оценка          | Оценка          | Оценка          | Оценка          | Оценка          |
| Издание            | GBA             | GC              | PC              | PS2             | Xbox            |
| EGM                | N/A             | 5,67/10         | N/A             | 5,67/10         | 5,67/10         |
| Eurogamer          | N/A             | N/A             | N/A             | 6/10            | N/A             |
| Game Informer      | N/A             | 7,5/10          | N/A             | 7,5/10          | 7,5/10          |
| GameRevolution     | N/A             | C−              | N/A             | C−              | C−              |
| GameSpot           | 7,1/10          | 5,8/10          | 5,8/10          | 5,8/10          | 5,8/10          |
| GameSpy            | N/A             | N/A             | N/A             | [ 23 ]          | N/A             |
| GameZone           | 6,9/10          | 8,7/10          | 7,5/10          | 8,7/10          | 8,5/10          |
| IGN                | 5/10            | N/A             | N/A             | 6,5/10          | N/A             |
| Nintendo Power     | 6,5/10          | 6/10            | N/A             | N/A             | N/A             |
| OPM                | N/A             | N/A             | N/A             | [ 33 ]          | N/A             |
| OXM                | N/A             | N/A             | N/A             | N/A             | 6,3/10          |
| PC Gamer (US)      | N/A             | N/A             | 52 %            | N/A             | N/A             |
| Detroit Free Press | N/A             | N/A             | N/A             | [ 36 ]          | N/A             |

Игра получила смешанные, преимущественно негативные отзывы. GameRankings дал 62,18% версии для PlayStation 2, 61,50% версии дли Xbox, 65,02% версии для GameCube, 64,35% версии для PC и 55,50% версии для Game Boy Advance. Аналогичным образом, Metacritic дал игре 64 балла из 100 версии для PS2, 62 из 100 версии для Xbox, 61 из 100 версии для GameCube, 63 из 100 версии для GameCube, 63 из 100 версии для PC и 57 из 100 версии для GBA.
IGN оценил игру на 6,5 из 10, заявив, что «Fantastic Four — это проходная игра в жанре Action с некоторыми интересными элементами. В общем, первым делом возьмите её напрокат».
Персонал CBR поместил Fantastic Four на 15-е место среди «15 худших игр Marvel».

## Музыка
У каждого протагониста имеется собственная музыкальная тема, четыре из которых были написаны различными группами:
- Taking Back Sunday — «Error Operator» (Мистер Фантастик)[38]
- Go Betty Go — «Everywhere» (Женщина-невидимка)[38]
- The Explosion — «I'm On Fire» (Человек-факел)[38]
- Jurassic 5 — «Clobberin' Time» (Существо)[38]

## Продажи
Было продано 320 000 копий игры, которые принесли более 16 миллионов долларов дохода.